# 豫剧大剧院
豫剧大剧院是专门演出豫剧的大剧院，也是河南豫剧院的新院址，位于河南省郑州市郑东新区芦医庙大街与美秀路交叉口东北角，历经八年建设，于2022年2月20日正式启用，成为郑州市的一座文化新地标。

## 简历
大剧院总投资1.2亿元，占地面积2.44公顷，总建筑面积16681平米，有业务综合楼、大剧院、小剧场、贵宾厅、研学体验厅、豫剧博物馆、排练厅、餐厅、地下车库等各类设施。是一个集日常排练、创作演出、艺术展览、交流展示等于一体的综合文化场所和豫剧研学基地。